# Rosà
Rosà is een gemeente in de Italiaanse provincie Vicenza (regio Veneto) en telt 13.216 inwoners (31-12-2004). De oppervlakte bedraagt 24,4 km2, de bevolkingsdichtheid is 542 inwoners per km2.
De volgende frazioni maken deel uit van de gemeente: Cusinati, Sant'Anna, San Pietro, Travettore.

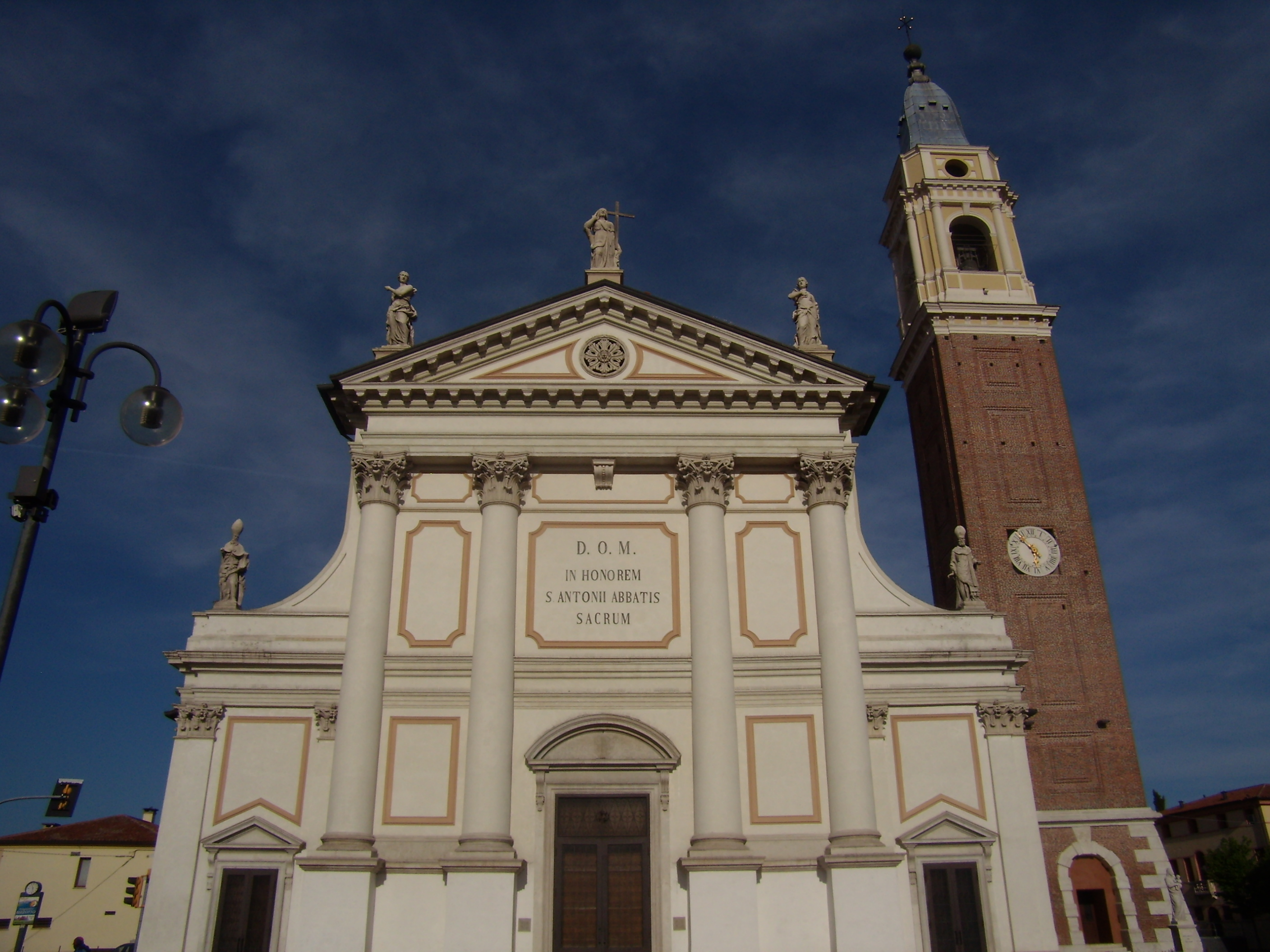
Dom van Rosà
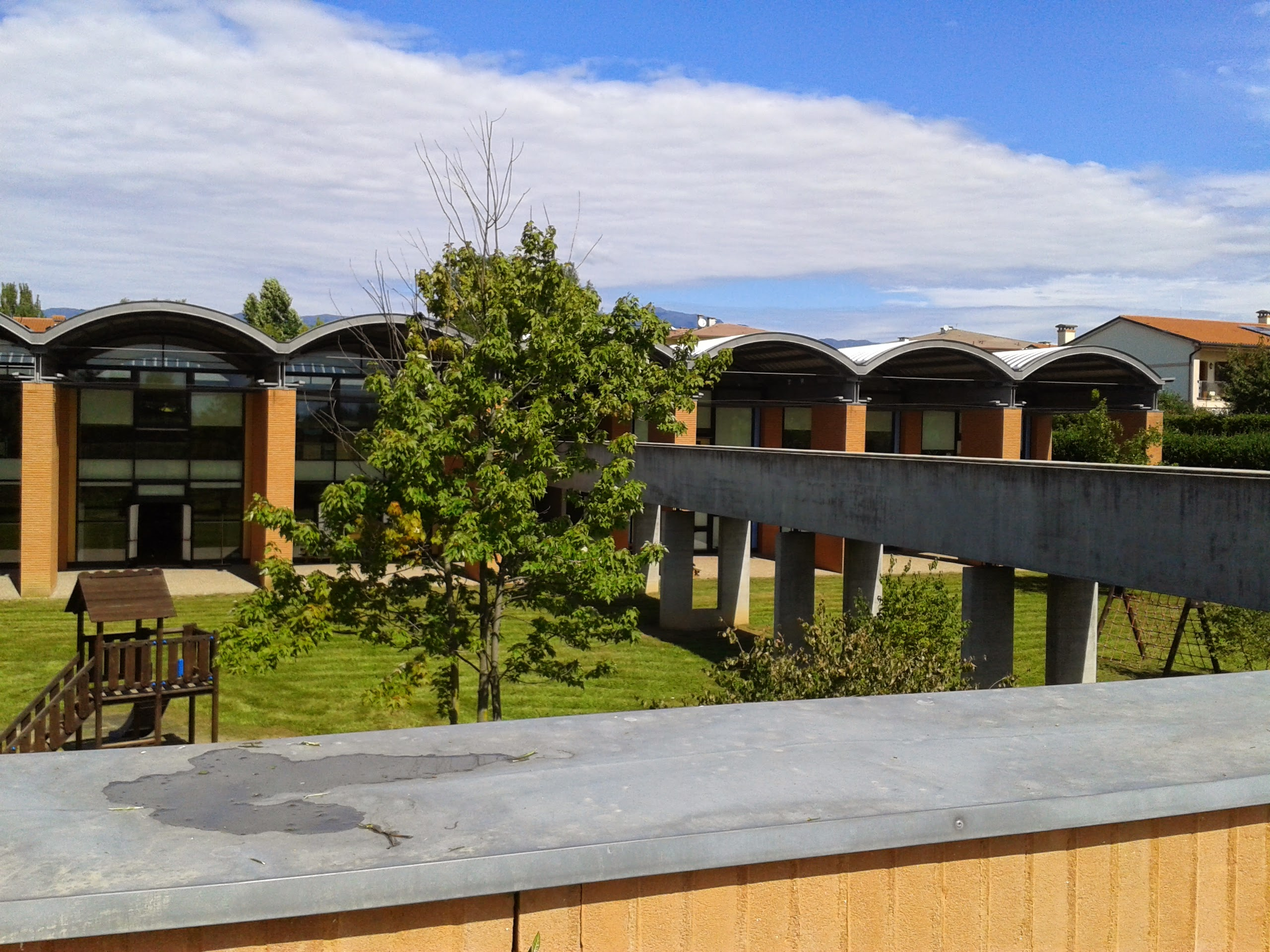
School in Rosà
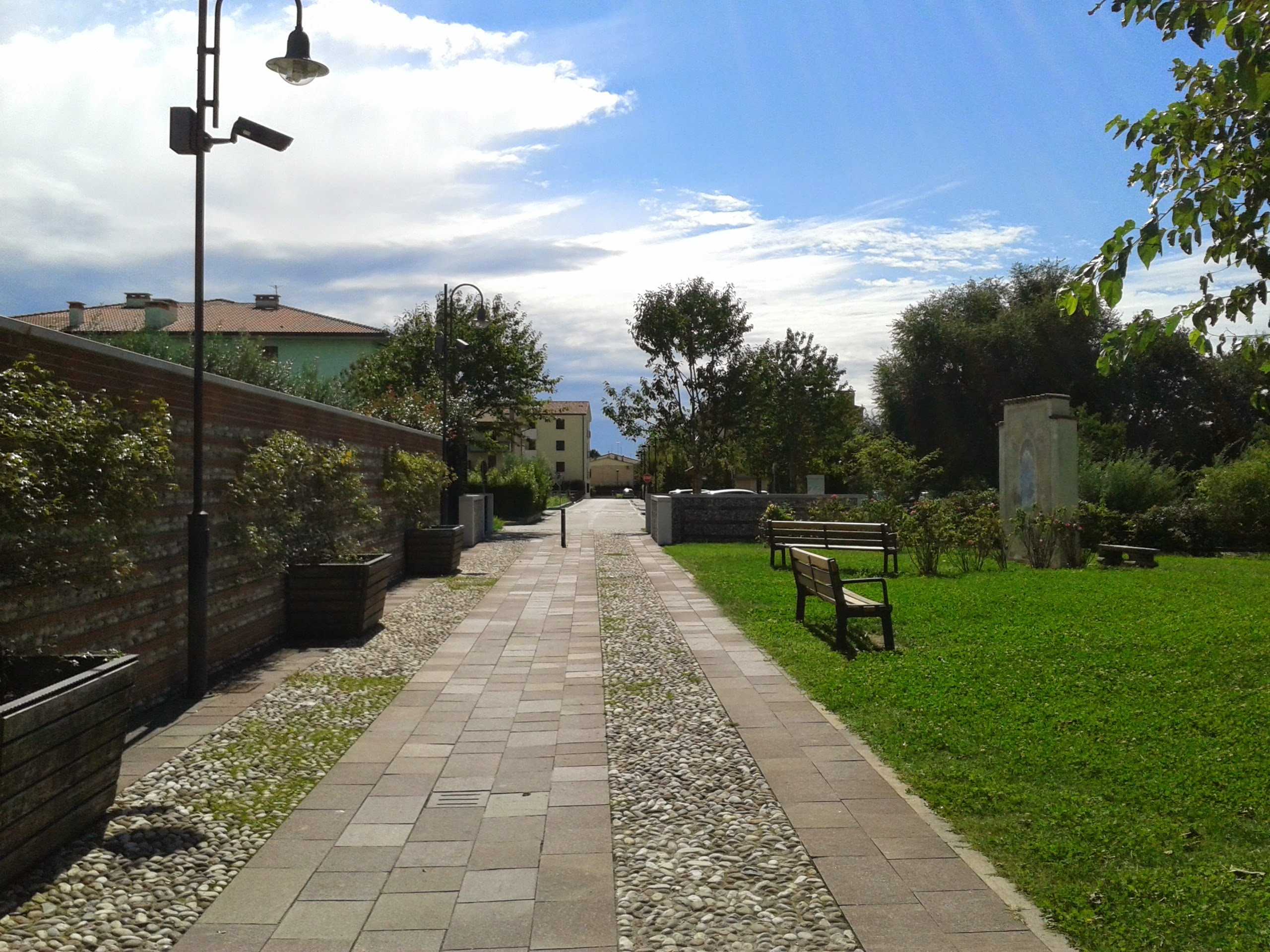
Park in Rosà

## Demografie
Rosà telt ongeveer 4480 huishoudens. Het aantal inwoners steeg in de periode 1991-2001 met 4,1% volgens cijfers uit de tienjaarlijkse volkstellingen van ISTAT.
| Jaar | Inwoneraantal |
| ---- | ------------- |
| 1991 | 12.021        |
| 2001 | 12.516        |
| 2018 | 14.499        |

## Geografie
De gemeente ligt op ongeveer 97 m boven zeeniveau.
Rosà grenst aan de volgende gemeenten: Bassano del Grappa, Cassola, Rossano Veneto, Tezze sul Brenta, Cartigliano.